# Julia Jacklin
Julia Jacklin, född 30 augusti 1990, är en australiensisk singer-songwriter från Sydney, Australien. Jacklins musikaliska stil har beskrivits som en mix av drömsk indiepop och bekännande alternativ country. Jacklins låttexter handlar ofta om kropp, uppbrott, längtan, död och självständighet.
Jacklin har släppt två studioalbum, Don't Let the Kids Win (2016) och Crushing (2019) på Polyvinyl Records. Hennes tredje album Pre pleasure släpptes hösten 2022.

## Biografi
Jacklin växte upp i Blue Mountains, Australien, i en familj av lärare. Inspirerad av Britney Spears tog hon klassiska sånglektioner i tioårsåldern. Hon studerade socialpolitik vid University of Sydney och siktade på att arbeta som socionom. Efter examen bodde hon i ett garage i Glebe, en förort till Sydney, och arbetade i en fabrik som tillverkade eteriska oljor. Hon fortsatte att uppträda i sitt närområde, och gick med i bandet Salta tillsammans med Liz Hughes innan solodebuten. Jacklin har även varit en del av bandet Phantastic Ferniture, med vilka hon släppte debutsingeln "Fuckin 'n' Rollin" och ett självbetitlat album 2018 på Polyvinyl Records.

## Musikalisk och visuell stil
Allmusic beskrev hennes musik som en "blandning av drömsk indiepop och bekännande alt-country", medan hon nämner några influenser som Fiona Apple och Leonard Cohen samt Doris Day och Britney Spears.
I en intervju med Sound of Boston konstaterar Jacklin att hennes musikvideostil är inspirerad av den svenska fotografen Lars Tunbjörk.